# إيمي بيريز
إيمي بيريز هي ممثلة فلبينية، ولدت في 5 سبتمبر 1969 بمانيلا في الفلبين.

## وصلات خارجية
- إيمي بيريز على موقع IMDb (الإنجليزية)
- إيمي بيريز على موقع قاعدة بيانات الفيلم (الإنجليزية)